# دژ تاوتتی

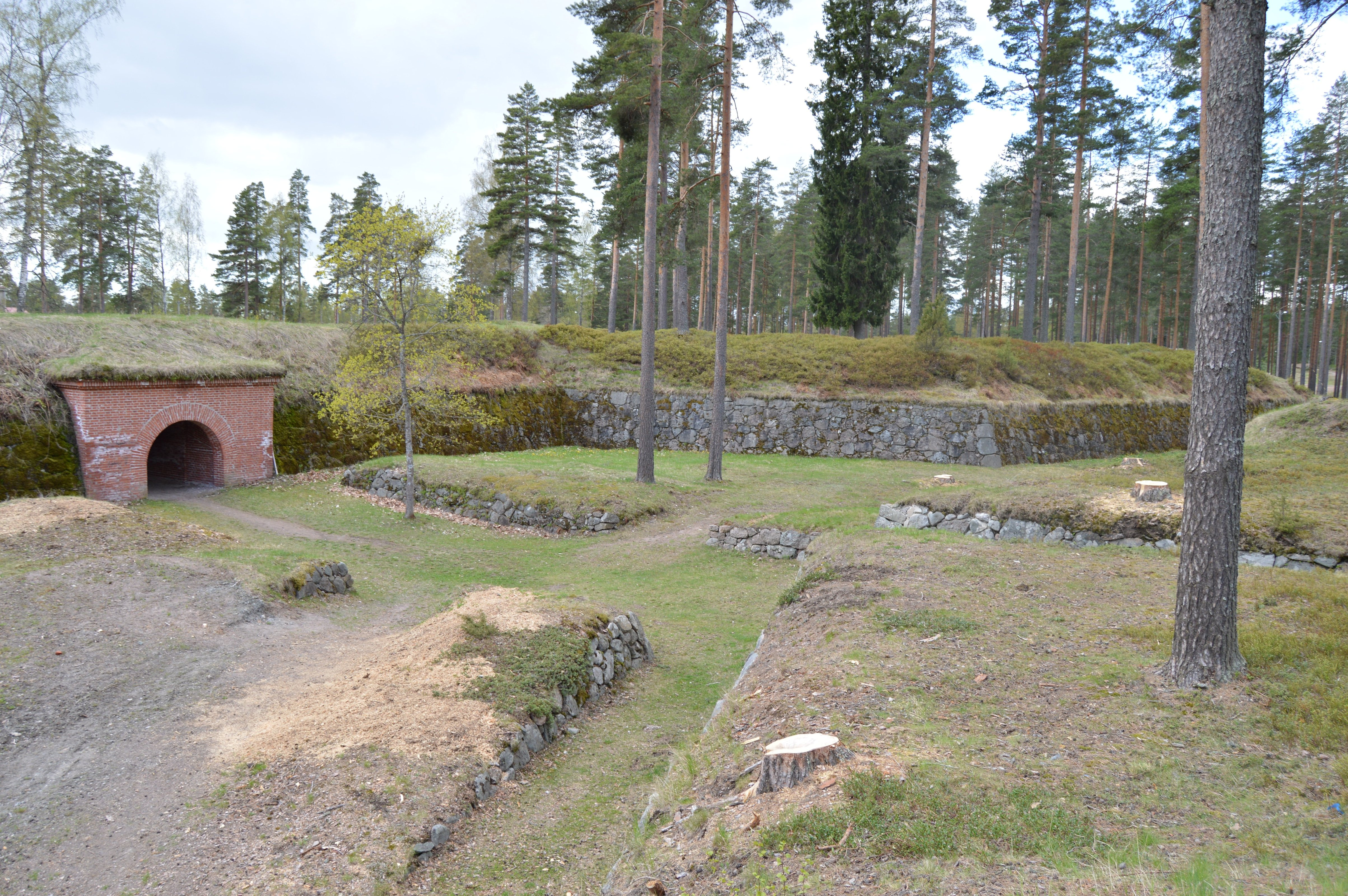

دژ تاوِتْتی (به فنلاندی: Taavetin linnoitus)، قلعه‌ای است که در تاوِتْتی در شهرداری لومکی در فنلاند واقع شده‌است.

## تاریخ
دژ تاوِتْتی در یک تقاطع راهبردی مهم در انتهای جنوبی سالپاسلکه ساخته شده‌است. دیوارهای قلعه شکلی تقریباً دایره ای به آن می‌بخشد. این دژ  بخشی از سیستم استحکامات جنوب شرقی فنلاند است که توسط روسیه پس از جنگ روسیه و سوئد در ۱۷۸۸–۱۷۹۰ ساخته شده‌است.

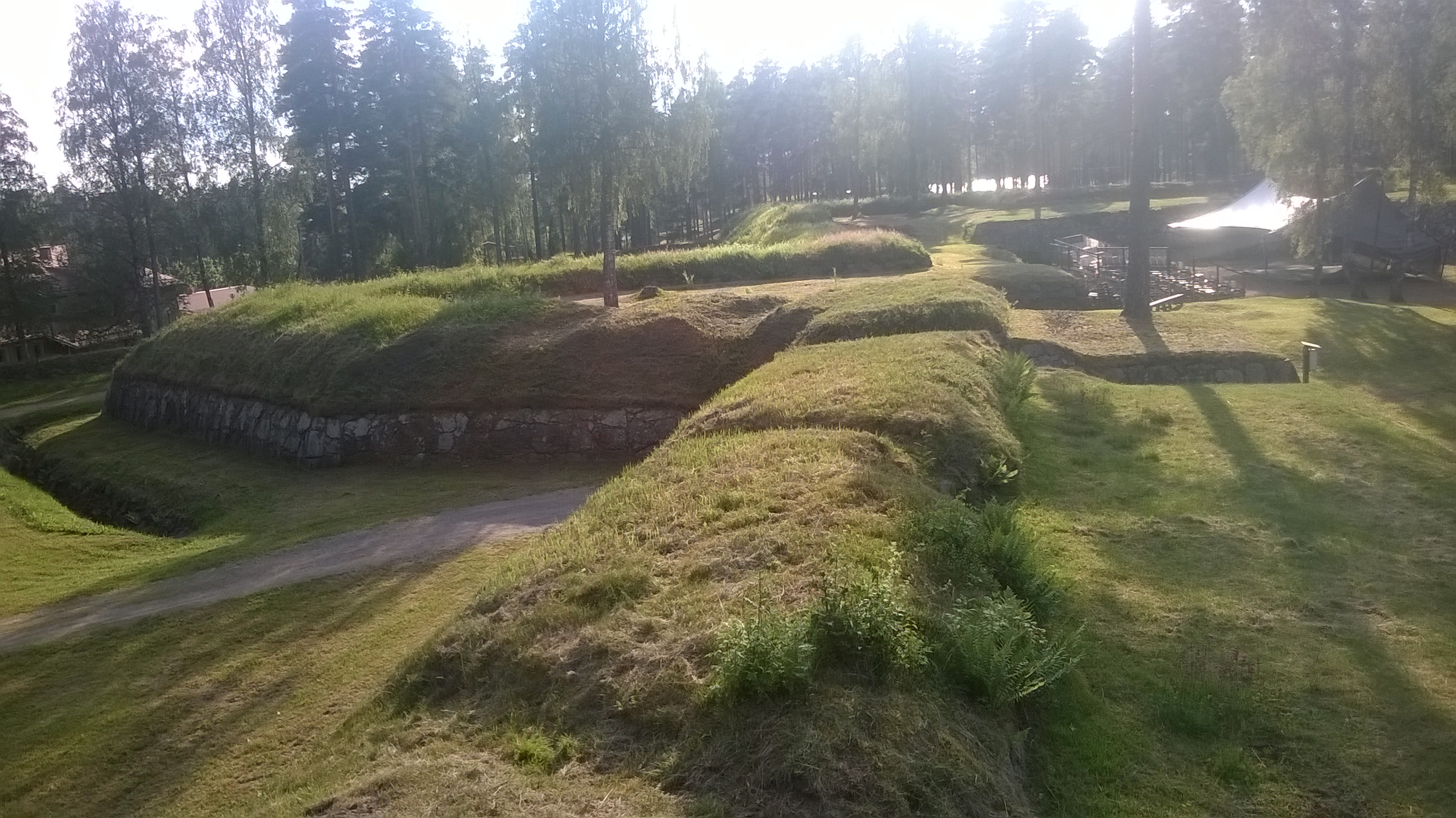
قسمت جنوبی قلعه تاوِتْتی.

در مرحله اول ساخت و ساز که از سال ۱۷۷۳ تا ۱۷۸۱ ادامه داشت، قلعه ای متشکل از باروهایی به ابعاد تقریبی ۶۵۰ در ۸۰۰ متر ساخته شد. در طول مرحله دوم ساخت و ساز از سال ۱۷۹۱ تا ۱۷۹۶، ساختمان‌های داخلی قلعه ساخته شد. استفاده نظامی از قلعه در سال ۱۸۰۳ قبل از جنگ در فنلاند متوقف شد.
خرابه‌های قلعه در دهه ۱۹۸۰ بازسازی شد و رویدادهای فضای باز در اینجا برگزار می‌شود.
آژانس میراث فنلاند، دژ تاوِتْتی را به عنوان یک مکان فرهنگی ساخته شده مورد علاقه ملی در فنلاند در فهرست قرار داده‌است.